# Mésarchitecture
Mésarchitecture, est l'agence d'architecture basée à Paris et Lisbonne de l'architecte Didier Faustino.
Mésarchitecture est une agence, fondée en 2002 par Didier Faustino et Pascal Mazoyer (jusqu'à 2006).

## Principales réalisations
- 2009 : Dr Jekyll & Mr Hyde (commande publique située à Saint-Symphorien-sur-Saône, à l'écluse No 75, à l'entrée du canal du Rhône au Rhin)[3]

### Monographies
- Short cuts, France, Monografik Editions, 2008 (ISBN 978-2-916545-68-4)
- (en) Didier Fiúza Faustino : Bureau des Mésarchitectures, Corée, Damdi Architecture Publishing Co., coll. « DD Series », 2007, 192 p.
- Plans & Directions Didier F. Faustino, Japon, CCA Kitakyushu, 2004 (ISBN 4-901387-33-2)
- (en + fr) Anticorps, France, HYX, coll. « FRAC Centre », 2003, 128 p. (ISBN 2-910385-34-5)
- (en + fr) Stairway to Heaven, France, One Star Press, 2003, 158 p. (lire en ligne)

### Textes et Catalogues Publiés (Sélection)
- Cinema Architecture, Suisse, Braun publishing, 2009, p.118
- Storefront newsprints 1982-2009, États-Unis, Storefront Books, coll. « exhibition catalogue », 2009
- City Mobilisation, Shenzen and Hong-kong Bi-city Biennale of Urbanism/Architecture, Chine, Storefront Books, coll. « exhibition catalogue », 2009, p.131
- La maison rouge : 2004-2009, France, Archibooks, coll. « catalogue rétrospectif », 2009, pp 83-87
- Utopics : Systems and landscapes, Suisse, Luma Foundation, coll. « catalogue rétrospectif », 2009, p.49, p.102,103
- Serralves 2009 : The collection, Portugal, Museu Serralves, coll. « catalogue rétrospectif », 2009, p. 169, p.102,103
- 10X10/3, 100 Architects - 10 Critics, Angleterre, Phaidon Press, 2009, pp. 124-127
- Spacecraft 2, Allemagne, Gestalten publisher, 2009, pp. 42-156-238
- 20/27, France, M19 Editions, 2009, pp. 27-43
- The new architectural Generation, Angleterre, Laurence King Publishing Ltd, 2008, pp. 49-51
- "Out There" Venice Biennial of Architecture (catalogue de l’exposition), Italie, Marsilio Editori, 2008, pp. 49-51
- Hans Ulrich Obrist : Conversations, France, Manuella Editions, 2008, pp. 239-249